# LU-933
La LU-933 es una carretera de la red primaria básica de Galicia que une Monforte de Lemos, en la provincia de Lugo, con el límite provincial con Orense. Continúa hasta Rúa, en esta última provincia, bajo la denominación de OU-933. Tiene una longitud de 54,6 km.
Discurre en paralelo a la carretera N-120. Es un tramo de la antigua carretera C-533 que unía La Gudiña (Orense) con Lalín (Pontevedra).

## Recorrido
La carretera LU-933 tiene su inicio en el casco urbano de Monforte de Lemos y sale del mismo hacia el este. Al salir del núcleo hay una rotonda en la que enlaza con la LU-545, vial de acceso al puerto seco de Monforte. Posteriormente cruza los lugares de As Fontes, A Estrada de Bascós, Ríos y Barxa.
Entra en el municipio de Puebla del Brollón y atraviesa la localidad de A Estación, donde enlaza con la LU-652, que conecta con la N-120 y llega también a Bóveda. También se cruza en A Estación con la LU-653, que llega a la localidad de Puebla del Brollón y al vecino municipio de Incio. Posteriormente pasa por las localidades de A Frieira y A Labrada.
Posteriormente cruza el río Lor y se adentra en el municipio de Quiroga, donde cruza el lugar de Paradela, en Quintá de Lor. Cruza también el municipio de Ribas de Sil.